# Лехи, Корнелиус
Корнелиус Лехи (англ. Cornelius Leahy; 27 апреля 1876, Ро-Луирк, Ирландия — 18 ноября 1921, Нью-Йорк, США) — ирландский легкоатлет, серебряный призёр летних Олимпийских игр 1908, брат Патрика Лехи.
Сначала Лехи участвовал во внеочередных Олимпийских играх 1906 в Афинах, на которых стал чемпионом в прыжке в высоту и серебряным призёром в тройном прыжке. Но так как соревнования прошли без разрешения Международного олимпийского комитета, то награды являются неофициальными.
На Играх 1908 в Лондоне Лехи соревновался только в прыжке в высоту. С результатом 1,88 м он разделил второе место с ещё двумя спортсменами.